# Avail
Avail ist eine US-amerikanische Melodic-Hardcore-Band aus Richmond, Virginia.

## Geschichte
Ursprünglich aus Nordvirginia stammend, schlossen sich der Sänger Tim Barry, der Gitarrist Joe Banks, der Bassist Gwomper, der Schlagzeuger Ed Trask sowie Beau Beau, seines Zeichens Cheerleader, Bierbeschaffer, Fahrer, Roadie und Manager, in den 1980er Jahren zu Avail zusammen und zogen 1990 gemeinsam nach Richmond um.
Lange Zeit stand die Band gemeinsam mit einigen anderen Bands aus Richmond bei Lookout Records unter Vertrag, Konflikte führten jedoch zur Trennung, sodass Avail letztlich bei Fat Wreck Chords landete.
Im Jahre 2006 veröffentlichte Jade Tree Records die Alben Dixie, 4am Friday und Over the James erneut.
Seit November 2006 veröffentlichte Tim Barry auf Suburban Home Records mit Rivanna Junction, Manchester und 28th & Stonewall drei Solo-Alben sowie mit Lauren St. Demos eine CD mit Demoaufnahmen, die teilweise auch auf seinen Alben Verwendung fanden.

## Stil
Die gefühlsbetonten und kritischen Texte Tim Barrys fügen sich mit ihren oft hymnenartigen Refrains in die von Southern Rock und Mississippi-Delta-Blues-Country beeinflussten Melodien der Songs ein, welche auf einem Punkrock-Rhythmusfundament basieren. Bernd Granz bescheinigte der Band im Rock Hard „Hardcore mit Herz, Härte und einem guten Gespür für Melodien und gute Breaks“ zu spielen.

## Diskografie
- 1992: Satiate
- 1993: Live at the Kings Head Inn (Lookout! Records)
- 1994: Dixie (Lookout! Records)
- 1996:  4am Friday (Lookout! Records)
- 1997: The Fall of Richmond (Split-EP with (Young) Pioneers, Lookout! Records)
- 1998: Live at the Bottom of the Hill in San Francisco (Lookout! Records)
- 1998: Over the James (Lookout! Records)
- 1999: 100 Times (Fat Wreck Chords)
- 2000: One Wrench (Fat Wreck Chords)
- 2002: Front Porch Stories (Fat Wreck Chords)